# Rewolucja naftowa

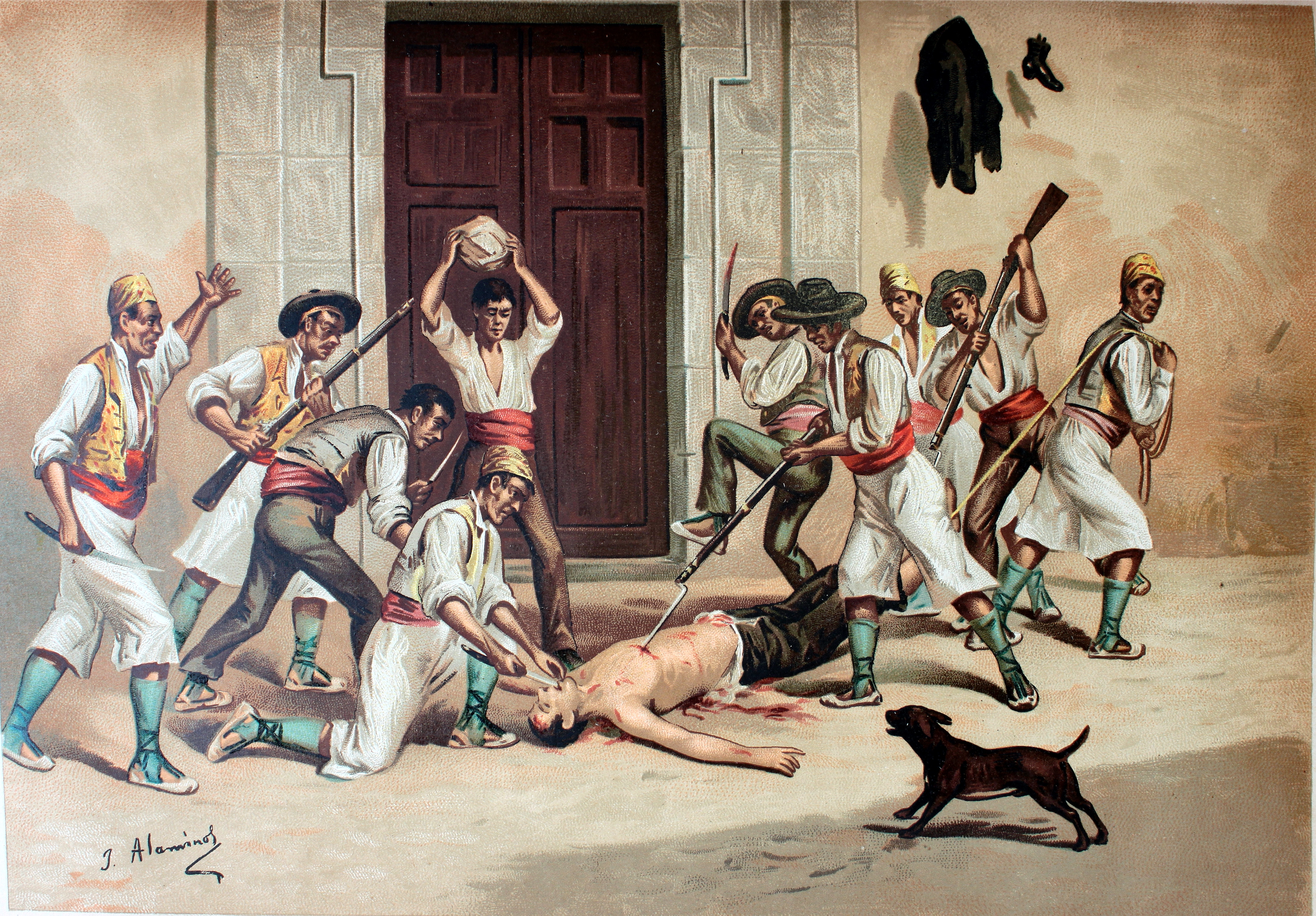
Śmierć burmistrza Agustí Alborsa

Rewolucja naftowa (hiszp. La Revolución del Petróleo) – anarchistyczne i związkowe powstanie robotników w mieście Alcoy w Hiszpanii, które miało miejsce w lipcu 1873 r.
W czasach I Republiki hiszpańskiej (1873-1874) Alcoy należało do niewielu miast hiszpańskich, w których rewolucja przemysłowa była w znacznym stopniu zaawansowana, a rozwój przemysłu papierniczego, tekstylnego i metalurgicznego doprowadził do szybkiego wzrostu liczby ludności i wprowadzania kapitalistycznego systemu produkcji, w którym maszyny masowo zastępowały robotników. W rezultacie pojawił się ruch niszczących maszyny luddystów.
Ta sytuacja spowodowała, że Alcoy znalazło się w centrum konfliktów społecznych tamtych czasów, a protestujący robotnicy zaczęli organizować się w hiszpańskiej sekcji I Międzynarodówki. W całej Hiszpanii wybuchały powstania; najbardziej znaczącym spośród nich była właśnie Rewolucja naftowa, podczas której robotnicy przejęli kontrolę nad miastem Alcoy po strajku generalnym, który przerodził się w bunt przeciwko republikańskiemu burmistrzowi o nazwisku Agustí Albors.
Podczas strajku Albors wydał rozkaz strzelania do demonstrantów, którzy  w odpowiedzi zaatakowali magistrat, zabijając burmistrza i zamykając resztę rady w budynku, biorąc ją jako zakładników na wzór Komuny Paryskiej.
Ogłoszono suwerenność miasta, którym przez cztery dni, od 9 do 13 lipca 1873 r. administrował Komitet Ocalenia Publicznego, któremu przewodniczył Severino Albarracín. Uczestnicy powstania domagali się znaczącego podniesienia płac i skrócenia czasu pracy. Rewolta zakończyła się interwencją armii federalnej, zajęciem miasta przez wojsko i represjami wobec rewolucjonistów, a sytuacja robotników praktycznie nie poprawiła się. Skazano ponad 600 osób, łącznie z dziećmi i młodzieżą w wieku 12-17 lat. Część z nich została skazana na śmierć.
Nazwa powstania wzięła się od pochodni naftowych, z którymi chodzili robotnicy, z powodu których w ciągu kilku dni całe miasto przesiąkło zapachem nafty.